# Brutal Polka
Brutal Polka bezeichnen sich selbst als eine „Gore-Metal Boogie-Bluegrass Techno-Death Jive-Gospel Waltz-Fast Bossa -Band“, da sie ihren Stil selbst nicht so genau definieren können. Eindeutige Einflüsse sind jedoch Punkrock und Ska.

## Geschichte
Die multikulturelle Band, die sich aus deutschen und israelischen Mitgliedern zusammensetzt, wurde 2004 von Kramer E. Frog gegründet. Er hatte über die Jahre einige Songs geschrieben, die er auf dem Debüt "A tribute to mainstream" mit Hilfe einiger Gastmusiker aufnahm und veröffentlichte. Kurz nach dem Erscheinen des Erstlings stieß Caesar Gorgeous am Schlagzeug zu der Band und wurde neben Kramer E. Frog zum zweiten festen Mitglied bei Brutal Polka. Die Besetzungen an Bass und Gitarren wechselten häufig. Im Spätjahr 2004 folgte dem ersten Album auch die erste Brutal Polka Tour in Israel. Die Konzerte hielten sich meist im kleinen Rahmen (Hausparties, Bars etc.).
Im Sommer 2005 tourten Brutal Polka zum ersten Mal durch Europa. Die Tour erfolgte in absoluter Eigenregie. Sie hatten u. a. Auftritte in Deutschland, Frankreich, Spanien und der tschechischen Republik. Nachdem sie wieder in Israel angekommen waren, schloss sich ihnen IZ an. Er überzeugte Kramer und Caesar durch sein, vom Heavy Metal geprägtes, Gitarrenspiel. Die Popularität der Band wuchs auch in Israel. Man machte sich als spektakuläre Live Band einen Namen.
Im Jahr 2006 folgte die 2. Sommer Tour quer durch Europa. Die Band nahm die angebotene Hilfe eines Booking-Agenten aus Frankreich in Anspruch, der allerdings keine Konzerte, die er der Band "verschaffte", tatsächlich gebucht hatte. So saßen die Jungs vier Tage auf der Straße und wussten nicht wohin. Sie landeten schließlich bei einem Kumpel von Doubleboy in Mannheim, wo sie die unfreiwillige Pause auf engstem Raum aber mit einem Dach über den Köpfen verbrachten. Doubleboy kam täglich in der Kommune vorbei und brachte seinem Kumpel und den Jungs Essen. Man kam ins Gespräch und vereinbarte, dass sich Doubleboy von nun an um den Merchandise und folgende CD-Produktionen kümmern werde, da er durch die Arbeit mit anderen Bands bereits Erfahrung und auch bessere Kontakte als Brutal Polka hatte.
Im Sommer 2007 tourten Brutal Polka, mittlerweile mit Zoltar the Wizzard am Bass, zum dritten Mal in Europa und spielten ihre bis dato größten Festival-Gigs, wie z. B. das Augustibuller in Schweden oder das Punk Island in Slowenien. Im Dezember desselben Jahres folgte eine weitere Deutschland-Tour, von nun an mit Doubleboy als zweiten Gitarristen.
Die folgende Sommertour 2008 sollte mit 45 Konzerten in 60 Tagen die längste Tour werden, die Brutal Polka bis dato absolvierte. Der Bekanntheitsgrad der Band wuchs durch Auftritte auf Festivals wie dem Force Attack, "Punk im Ring", "Resist To Exist" oder "Mach 1" enorm.

## Diskografie
- 2004: A Tribute to Mainstream
- 2008: Politics Shmolitics (EP)
- 2010: The Gargantuan Return of the Frogz and the Holy Cocks (Feier Mettel Records)